# Katastrofa lotnicza prezydenta Barthélémiego Bogandy
Katastrofa lotnicza prezydenta Barthélémiego Bogandy – katastrofa lotnicza z udziałem prezydenta Republiki Środkowoafrykańskiej Barthélemiego Bogandy. Wypadek wydarzył się w Boukpayanga w pobliżu Bangi 29 marca 1959 roku. Przyczyną katastrofy była eksplozja samolotu transportowego Nord Noratlas. Katastrofa nie została wyjaśniona. Nie powołano grupy dochodzeniowej, która mogłaby wyjaśnić przyczynę wypadku. Według niektórych teorii, wypadek był zamachem na prezydenta. Według teorii, za zamachem mogła stać żona Bogandy, nieprzychylni mu biznesmeni lub francuski wywiad.